# Milt Schmidt
Milt Schmidt (født 5. marts 1918 i Kitchener, Ontario, død 4. januar 2017 i Needham, Massachusetts) var en canadisk ishockeyspiller.